# ヴェリーキー・クニャージ
ヴェリーキー・クニャージ（ウクライナ語 / ロシア語: великий князь、ベラルーシ語: вялікі князь、リトアニア語: didysis kunigaikštis）とは、中世ルーシの政権の長や、帝政ロシアの皇室に連なる者が冠した称号である。
中世ルーシにおけるヴェリーキー・クニャージの称号は統治者の称号であり、周辺のクニャージに比してより権力を有した統治者の称号だった。しかしタタールのくびき期のルーシのヴェリーキー・クニャージ（ウラジーミル大公等）の中には、ジョチ・ウルスの従属下にある者もあった。日本語文献においては、ヴェリーキー・クニャージは主に「大公」と訳され、ヴェリーキー・クニャージの統治する政権は「大公国」と訳される（キエフ大公国、モスクワ大公国等）。また、18世紀からは、帝政ロシアのツェサレーヴィチ（ロシア皇帝の相続権を持つ者）に対する称号としても用いられた。
（留意事項）
- 本頁の「ヴェリーキー・クニャージ」はロシア語に基づく表記であり、他の言語に拠れば別の表記となるが、便宜上ヴェリーキー・クニャージで統一している。
- 本頁の「大公国」は、遷都、統合、また大公を名乗る以前の期間の有無により、時代によっては別の名称で呼ばれるものがある。詳しくは各項目を参照されたし。

## 統治者としての称号

### 称号の出現と統廃合
キエフ・ルーシ期の初期においては、各地（公国）の統治者はクニャージの称号を冠し、ヴェリーキー・クニャージの称号は、他のルーシ諸公を従属下に置くキエフの統治者（キエフ大公。キエフ大公国の君主）に対してのみ用いられる称号だった。しかし12世紀にはキエフ大公国の分裂が進み、ウラジーミル大公（ウラジーミル大公国）、ガーリチ・ヴォルィーニ大公（ガーリチ・ヴォルィーニ大公国）、リャザン大公（リャザン大公国）等がヴェリーキー・クニャージを称した。これらの大公国の成立期には、依然キエフ大公位は存在していたが、各大公国はキエフ大公に従属しない独立した政権であり、内部には自国に従属する分領公国を抱えていた。なお、これらのルーシの大公は全てリューリク朝の流れを汲む。
13世紀の半ばのモンゴルのルーシ侵攻を経てキエフ大公国は滅亡し、キエフ大公位は廃された。キプチャク平原にジョチ・ウルスが成立すると、その支配の及んだルーシのヴェリーキー・クニャージは、他のクニャージと同じく、ヤルルィクに従ってジョチ・ウルスのハーンのために貢税を徴収する立場におかれた。また、この時期の、ウラジーミル大公位をはじめとするいくつかの大公位は、その称号を得るのにジョチ・ウルスの承認が必要だった。この時期のヴェリーキー・クニャージには、ウラジーミル大公、リャザン大公、スモレンスク大公（スモレンスク大公国）などがある。また、西方からリトアニアが拡張し、ルーシ西部から南部を支配下に置いた。このリトアニア・ゲディミナス朝の政権の長はリトアニア大公を名乗った（リトアニア大公国）。
14世紀のはじめから、ウラジーミル大公位に就いた者の多くは、自身の称号にフセヤ・ルーシ（全ルーシ(ru)）の称号も用いるようになった。14世紀半ばのルーシ北東部には、ウラジーミル大公、ニジニ・ノヴゴロド・スーズダリ大公（ニジニ・ノヴゴロド・スーズダリ大公国(ru)）、トヴェリ大公（トヴェリ大公国）が、14世紀から15世紀にかけてはヤロスラヴリ大公（ヤロスラヴリ大公国）や、リャザン大公国から分離したプロンスク大公（プロンスク大公国）が存在した。また、ウラジーミル大公位は、モスクワ大公（モスクワ大公国）が名目上有する称号となった。
最終的には、16世紀のはじめまでにルーシの諸公国はモスクワ大公国とリトアニア大公国によって統合され、ヴェリーキー・クニャージの称号は、モスクワ大公とリトアニア大公のみが有する称号となった。

### 16世紀以降
ロシアにおける変遷
1547年、モスクワ大公イヴァン4世（イヴァン雷帝）は、他のクニャージに対してモスクワの統治者の権威を高める象徴として、ツァーリの称号を正式に採用した（ロシア・ツァーリ国）。1721年にはピョートル1世（ピョートル大帝）がインペラートル(ru)（皇帝）の称号を採用した（帝政ロシア）。ただしヴェリーキー・クニャージの称号は引き続き使用された。これらロシアのツァーリやインペラートルの完全な称号は、その支配領域を列挙したものであり、例えば、「…カザン、アストラハン、シベリアのツァーリ、スモレンスク、トヴェリ、ヴャトカ(ru)とその他の地のヴェリーキー・クニャージ」というようなものであった。
リトアニアにおける変遷
リトアニア大公はリトアニア大公国の長の冠する称号であり、14世紀から16世紀にかけて用いられた。1569年のルブリン合同により、リトアニア大公国はポーランド王国との同君連合制を採用したため、リトアニア大公はポーランド王が兼ねる称号となった。なお、元来は血縁関係に基づいて相続されていたが、1573年以降は選挙によって相続されるようになった。
フィンランドにおける変遷
1581年より、スウェーデン王がフィンランド大公の称号を作成した。その後、1809年にフィンランド大公国は帝政ロシアとの同君連合国家となったため、フィンランド大公位はロシア皇帝が兼ねる称号となった。

## 皇位継承者としての称号
1797年4月5日、ロシア皇帝パーヴェル1世が皇室典範を定め、ヴェリーキー・クニャージの称号は、皇帝の位にある統治者の子（娘も含む。女性に対してはヴェリーカヤ・クニャージナ。）たちの称号として用いられることになった。この場合のヴェリーキー・クニャージは、西欧の「Prince du sang(en)」に近似しているが、完全に一致するものではなかった。ヴェリーキー・クニャージの称号は、所有者に、ロシア皇帝の継承者の1人であるとする法的根拠を与えたが、皇帝の決定により剥奪される可能性があった。
1886年7月2日以降、アレクサンドル3世の定めた皇室典範によって、ヴェリーキー・クニャージの称号は、皇帝の子と孫のみが冠することが可能な称号となった。曾孫以降に対しては、クニャージ・インペラトルスコイ・クロヴィ（Князь императорской крови(ru) / 意訳：皇帝の血縁の公）の称号が与えられた。